# Communauté de communes du canton de Salies-du-Salat
La Communauté de communes de Salies-du-Salat est une ancienne communauté de communes française de la  Haute-Garonne.
En 2017, elle fusionne avec la Communauté de communes du canton de Saint-Martory et la Communauté de communes des Trois Vallées pour former la Communauté de communes Cagire-Garonne-Salat.

## Historique
Elle a été créée le 6 décembre 2005 et a pour objet d'associer les communes au sein d’un espace de solidarité en vue de l'élaboration d'un projet commun de développement et d'aménagement.
Elle exerce directement les compétences sociales (soins infirmiers, aide à domicile et petite enfance) tandis que le SIVOM de la région de Salies-du-Salat conserve les domaines dits « techniques » : voirie et ordures ménagères.
Elle est située en Haute-Garonne (région Midi-Pyrénées puis Occitanie). Son siège est à Mane. La communauté est membre du Pays Comminges Pyrénées.
En février 2016, le nouvel hôtel communautaire construit à Mane est inauguré en présence notamment de Roselyne Artigues, présidente de la communauté de communes de Salies-du-Salat, Michel Masquères, maire de Mane, Georges Méric, président du conseil départemental, Patrice Rival, conseiller départemental du canton de Bagnères-de-Luchon, Jean-Luc Brouillou, sous-préfet, Claude Raynal, sénateur de la Haute-Garonne et John Palacin représentant Carole Delga, présidente de la région Languedoc-Roussillon-Midi-Pyrénées. La réalisation regroupe ainsi les différents services communautaires qui jusque-là, étaient dispersés sur le territoire : direction et services généraux de la communauté de communes du canton de Salies-du-Salat, le service d'aide à domicile, le service de soins à domicile, et la direction et les services généraux du Sivom de Salies-du-Salat.
Au 1er janvier 2017, afin d’appliquer la loi sur la nouvelle organisation territoriale de la République, elle fusionne avec la Communauté de communes du canton de Saint-Martory et la Communauté de communes des Trois Vallées pour former la Communauté de communes Cagire Garonne Salat.

## Communes adhérentes
| Nom                    | Code Insee | Gentilé         | Superficie (km2) | Population (dernière pop. légale) | Densité (hab./km2) |
| ---------------------- | ---------- | --------------- | ---------------- | --------------------------------- | ------------------ |
| Mane (siège)           | 31315      | Manois          | 6,59             | 984 (2014)                        | 149                |
| Ausseing               | 31030      | Ausseinois      | 5,88             | 71 (2014)                         | 12                 |
| Belbèze-en-Comminges   | 31059      | Belbéziens      | 9,56             | 108 (2014)                        | 11                 |
| Cassagne               | 31110      | Cassagnards     | 10,97            | 632 (2014)                        | 58                 |
| Castagnède             | 31112      | Castagnétois    | 3,32             | 183 (2014)                        | 55                 |
| Castelbiague           | 31114      | Castelbiaguais  | 5,84             | 250 (2014)                        | 43                 |
| Escoulis               | 31591      | Escoulisiens    | 4,64             | 85 (2014)                         | 18                 |
| Figarol                | 31183      | Figaroliens     | 11,60            | 289 (2014)                        | 25                 |
| Francazal              | 31195      | Francazalais    | 5,46             | 21 (2014)                         | 3,8                |
| His                    | 31237      | Hisois          | 5,05             | 225 (2014)                        | 45                 |
| Marsoulas              | 31321      | Marsoulasiens   | 2,40             | 120 (2014)                        | 50                 |
| Mazères-sur-Salat      | 31336      | Mazériens       | 6,68             | 563 (2014)                        | 84                 |
| Montastruc-de-Salies   | 31357      | Montastrucains  | 16,12            | 259 (2014)                        | 16                 |
| Montespan              | 31372      | Montespanais    | 12,57            | 456 (2014)                        | 36                 |
| Montgaillard-de-Salies | 31376      | Montgaillardans | 6,04             | 101 (2014)                        | 17                 |
| Montsaunès             | 31391      | Montsaunésiens  | 9,12             | 448 (2014)                        | 49                 |
| Roquefort-sur-Garonne  | 31457      | Roquefortains   | 13,56            | 796 (2014)                        | 59                 |
| Rouède                 | 31461      | Rovedois        | 6,20             | 291 (2014)                        | 47                 |
| Saleich                | 31521      | Saleichois      | 14,29            | 352 (2014)                        | 25                 |
| Salies-du-Salat        | 31523      | Salisiens       | 6,81             | 1 814 (2014)                      | 266                |
| Touille                | 31554      | Touillois       | 6,49             | 255 (2014)                        | 39                 |
| Urau                   | 31562      | Uraulais        | 18,45            | 128 (2014)                        | 6,9                |

## Démographie
| 2005 | 2010  | 2013  |
| ---- | ----- | ----- |
| -    | 8 540 | 8 431 |

## Administration

### Présidence
| Période       | Période          | Identité            | Étiquette | Qualité                                   |
| ------------- | ---------------- | ------------------- | --------- | ----------------------------------------- |
| janvier 2006  | 14 avril 2008    | Jean-Bernard Portet | PRG       | Maire de Roquefort-sur-Garonne            |
| 14 avril 2008 | 31 décembre 2016 | Roselyne Artigues   | PS        | Adjointe au maire de Montastruc-de-Salies |

### Les élus
Le conseil communautaire de la communauté de communes du canton de Salies-du-Salat se compose de 50 membres dont 33 titulaires et 17 suppléants représentant chacune des communes membres.
Ils sont répartis comme suit :
| Nombre de délégués         | Communes |
| -------------------------- | --- |
| 1 titulaire et 1 suppléant | Ausseing, Belbèze-en-Comminges, Castagnède, Castelbiague, Escoulis, Figarol, Francazal, His, Marsoulas, Montastruc-de-Salies, Montespan, Montgaillard-de-Salies, Montsaunès, Rouède, Saleich, Touille, Urau |
| 2 titulaires               | Cassagne, Mazères-sur-Salat |
| 3 titulaires               | Roquefort-sur-Garonne |
| 4 titulaires               | Mane |
| 5 titulaires               | Salies-du-Salat |

## Compétences
Compétences obligatoires
- Aménagement de l'espace
- Actions du développement économique

Compétences optionnelles
- Protection et mise en valeur de l'environnement
- Développement touristique
- Politique du logement et du cadre de vie
- Voirie
- Équipements sportifs et culturels
- Soutien aux écoles sportives et culturelles
- Action sociale
- Réseaux de communications électroniques